# Бібліотека античної літератури (СРСР)
«Бібліотека античної літератури» (рос. «Библиотека античной литературы») — російськомовна 31-томна книжкова серія творів античних авторів, випущена видавництвом «Художня література» в СРСР впродовж 1963—1989 у форматі 60×84/16 (145×200 мм) з суперобкладинкою.
У складі серії представлена антична поезія, художня та документальна проза, драматургія та есеїстика. Тематично серія є змішаною: зокрема, включає значний блок творів, які є передвісниками жанру фентезі.
Видання містять вступні статті та коментарі, підготовлені спеціально для даної серії відомими філологами, дослідниками античності.
Книги серії не мають єдиного оформлення, але належність кожної з них до серії в них вказана. На корінцях суперобкладинок і контртитулах видань присутня емблема серії — власна для грецьких і римських авторів.
Наклад кожного тому становив від 25000 до 100000 примірників.

## Склад серії

### Давньогрецька література
| Рік публікації тому | Тематика тому                  | Автори/твори, представлені в томі |
| ------------------- | ------------------------------ | --- |
| 1963                | Еллінські поети                | - Гесіод - Архілох - Сафо - Ерінна - Праксилла - Корінна - Семонід Аморгський - Алкман - Мімнерм - Алкей - Стесіхор - Феогнід - Івік - Анакреонт - «Гомерівські гімни» - «Війна жаб з мишами» - Новознайдені вірші грецьких поетів |
| 1964                | Елліністична драма             | - Менандр. Комедії: - Відлюдник - Третейський суд - Відрізана коса - Саміянка - Герод. Міміямби - «Скарга дівчини» - Додаток: - Теофраст. Характери - «Вислови Менандра» |
| 1965                | Геліодор                       | - Ефіопіка |
| 1965                | Платон                         | - Вибрані діалоги: - Протагор - Бенкет - Федр - Іон - Апологія Сократа - Критон - Федон |
| 1969                | Евріпід. Трагедії (том перший) | - Алкеста - Медея - Геракліди - Гіпполіт - Андромаха - Гекуба - Геракл - Іфігенія в Тавриді - Киклоп |
| 1969                | Евріпід. Трагедії (том другий) | - Електра - Єлена - Фінікіянки - Іон - Орест - Вакханки - Іфігенія в Авліді - Благальниці - Троянки |
| 1971                | Есхіл. Трагедії                | - Благальниці - Перси - Семеро проти Фів - Прометей закутий - Орестея |
| 1972                | Александрійська поезія         | - Феокріт - Мосх - Біон Смірнський - Каллімах - Аполлоній Родоський - Елліністична епіграма |
| 1974                | Арістофан. Вибрані комедії     | - Вершники - Хмари - Тиша (Мир) - Лісістрата - Жаби |
| 1974                | Історики Греції                | - Геродот. Історія (книги 1 та 4) - Фукідід. Історія (книги 1-3 та 5) - Ксенофонт. Анабазис Кира |
| 1978                | Гомер                          | - Іліада |
| 1981                | Гомер                          | - Одіссея |
| 1983                | Плутарх                        | - Порівняльні життєписи (Александр і Цезар, Агесілай і Помпей, Демосфен і Цицерон) - Трактати та діалоги (14 (з-поміж 78) вибраних творів) |
| 1985                | Оратори Греції                 | - Класична епоха: - Горгій. Хвала Єлені - Лісій. Виправдувальна промова у справі про вбивство Ератосфена - Ісократ. Панегірик - Демосфен. Про зрадницьке посольство - Есхін. Про зрадницьке посольство - Демосфен. За Ктесифонта про вінок - Друга софістика: - Діон Хрисостом. Олімпійська промова, або про первісне усвідомлення божества - Елій Арістид. Друга священна промова - Лібаній. Надгробне слово за Юліаном - Фемістій. Про того, хто стримує свою пристрасть, або про чадолюбця |
| 1988                | Софокл. Трагедії               | - Цар Едіп - Едіп у Колоні - Антігона - Трахінянки - Аякс - Філоктет - Електра |

### Давньоримська література
| Рік публікації тому | Тематика тому                     | Автори/твори, представлені в томі |
| ------------------- | --------------------------------- | --- |
| 1963                | Класична давньоримська поезія     | - Катулл - Тібулл - Проперцій |
| 1967                | Тит Макцій Плавт. Вибрані комедії | - Амфітріон - Віслюки - Бранці - Куркуліон - Двоє Менехмів - Хвальковитий воїн - Привид - Псевдол |
| 1968                | Марціал                           | - Епіграми |
| 1970                | Горацій                           | - Оди - Ювілейний гімн - Еподи - Сатири - Послання - Наука поезії - Додаток: - «Оди» Горація в перекладі російських поетів |
| 1970                | Історики Риму                     | - Саллюстій: - Про заколот Катіліни - Югуртинська війна (Саллюстій) - Лівій. Історія від заснування міста (передмова; книги І та ХХІ) - Тацит: - Аннали (книги 11 та 12) - Історія (книги 1, 3, 4) - Светоній. Життя дванадцяти цезарів (Книга VIII. Веспасіан, Тіт, Доміціан) |
| 1973                | Овідій. Елегії та малі поеми      | - Любовні елегії - Героїди - Мистецтво кохання - Ліки від кохання - Фасти - Скорботні елегії - Листи з Понту (книги 1, 3, 4) |
| 1975                | Цицерон. Вибрані твори            | - Промови: - На захист Секста Росція Амерійця - Проти Верреса - Проти Катіліни (перша промова) - На захист Марка Целія Руфа - На захист Тіта Аннія Мілона - Діалоги: - Тускуланські бесіди - Катон Старший, або Про старість - Лелій, або Про дружбу                           |
| 1977                | Овідій                            | - Метаморфози |
| 1979                | Вергілій                          | - Буколіки - Георгіки - Енеїда - Додаток: - Раннє та сумнівне |
| 1982                | Пізня латинська поезія            | - Авсоній - Клавдій Клавдіан - Рутілій Намаціан - Сідоній Аполлінарій - «Кверол» (анонімна комедія) - Дидактична поезія - «Латинська антологія» - Напередодні Середньовіччя |
| 1983                | Лукрецій                          | - Про природу речей |
| 1985                | Теренцій. Комедії                 | - Дівчина з Андроса - Сам собі кат - Євнух - Форміон - Свекруха - Брати |
| 1986                | Луцій Анней Сенека                | - Моральні листи до Луцілія - Трагедії: - Медея - Федра - Едіп - Геркулес в безумстві - Тієст - Агамемнон |
| 1987                | Лукіан. Вибране                   | - Поезія - Проза |
| 1988                | Апулей                            | - Метаморфози - Інші твори |
| 1989                | Римська сатира                    | - Горацій - Персій - Петроній - Ювенал - Енній - Луцилій - Варрон - «Апофеоз Божественного Клавдія» - Заповіт порося |